# Rezolucija Vijeća sigurnosti UN-a 1199
Rezolucijom Vijeća sigurnosti UN-a 1199, usvojenom 23. rujna 1998., nakon pozivanja na Rezoluciju 1160 (1998.), Vijeće je zahtijevalo od albanske i jugoslavenske strane na Kosovu da prekinu neprijateljstva i poštuju prekid vatre.

## Pozadina
Vijeće sigurnosti sastalo se kako bi raspravljalo o borbama na Kosovu, a posebno o neselektivnoj uporabi sile od strane srpskih snaga sigurnosti i jugoslavenske vojske, što je rezultiralo raseljavanjem 230.000 ljudi prema glavnom tajniku Kofiju Annanu. Izbjeglice su pobjegle u sjevernu Albaniju, Bosnu i Hercegovinu i druge europske zemlje, a Visoki povjerenik Ujedinjenih naroda za izbjeglice (UNHCR) procijenio je da ih je 50.000 bilo bez osnovnih pogodnosti. Ponovno je potvrđeno pravo svih izbjeglica na povratak i istaknuto da se na Kosovu odvija humanitarna katastrofa i kršenja ljudskih prava i međunarodnog humanitarnog prava. Istodobno su osuđeni akti nasilja bilo koje strane i akti terorizma za daljnje ciljeve, a Vijeće je potvrdilo da status Kosova treba uključivati autonomiju i samoupravu.

## Prijedlog
Djelujući prema Poglavlju VII Povelje Ujedinjenih naroda, rezolucija je zahtijevala da sve strane prekinu neprijateljstva i održavaju prekid vatre. I vlada SR Jugoslavije i rukovodstvo kosovskih Albanaca pozvani su da odmah poduzmu korake za poboljšanje humanitarne situacije i započnu razgovore o rješavanju krize. Vijeće je tada od Savezne Republike Jugoslavije zahtijevalo da:
(a) prekinuti akciju snaga sigurnosti koja je utjecala na civilno stanovništvo;
(b) dopustiti prisutnost međunarodnih promatrača i jamčiti im slobodu kretanja;
(c) olakšati povratak izbjeglica s UNHCR-om i Međunarodnim odborom Crvenog križa i omogućiti da humanitarna pomoć stigne na Kosovo;
(d) brzo napredovati u pronalaženju političkog rješenja za situaciju na Kosovu.
Istaknuto je opredjeljenje srbijanskog predsjednika Slobodana Miloševića da će političkim sredstvima riješiti sukob, izbjeći represivne akcije protiv civilnog stanovništva, zajamčiti slobodu kretanja međunarodnim humanitarnim organizacijama i promatračima te osigurati siguran povratak izbjeglica. U međuvremenu, vodstvo kosovskih Albanaca moralo je osuditi terorizam.
Vijeće je pozdravilo uspostavu Kosovske diplomatske promatračke misije i pozvalo države i organizacije zastupljene u Saveznoj Republici Jugoslaviji da kontinuirano prate situaciju na Kosovu. Savezna Republika Jugoslavija je podsetila da je ona odgovorna za bezbednost diplomatskog, međunarodnog i nevladinog humanitarnog osoblja. Obje strane pozvane su na suradnju s Međunarodnim kaznenim sudom za bivšu Jugoslaviju (ICTY) zbog mogućih kršenja i potrebe da se odgovorni za zlostavljanje civila i namjerno uništavanje imovine privedu pravdi.
Naposljetku, od glavnog tajnika zatraženo je da redovito izvješćuje vijeće o razvoju događaja u regiji i navedeno je da će se, ako se trenutna rezolucija ne poštuje, poduzeti daljnje mjere za ponovno uspostavljanje mira i sigurnosti.

## Glasanje
Rezoluciju 1199 odobrilo je 14 članova vijeća. Kina se suzdržala od glasovanja, navodeći da je sukob unutarnja stvar Savezne Republike Jugoslavije i da ona postupa u okviru svojih prava.

## Vanjske poveznice
- Text of the Resolution at undocs.org